# Stenoloma veitchii
Stenoloma veitchii là một loài dương xỉ trong họ Lindsaeaceae. Loài này được Baker C. Chr. mô tả khoa học đầu tiên năm 1934.